# Ширк
Ширк (араб. شرك‎‎, дос. «товариш») — визнання якогось реального чи міфічного об'єкта чи суб'єкта рівним Аллахові (буквально — надання Аллахові товариша), багатобожжя. Протилежність поняттю таухід. Носій ширку — мушрик.
Мусульманська концепція Бога послідовно монотеїстична. Поклоніння іншим божествам окрім Аллаха, а також предметам і людям розглядається як тяжкий гріх (кабіра), невір'я (куфр).

Традиційно багатобожниками оголошувались представники інших релігій, а також філософи, «дуалісти», «безбожники» (мулхідун). Категорія «ширк», хоча й мала загальноприйняті визначення, викликала численні трактування, які були причиною широкого використання її в релігійній полеміці й відкритій політичній боротьбі всередині самої мусульманської спільноти. Сунніти вважали багатобожниками шиїтів. У першій половині ІХ ст. мутазиліти оголосили багатобожниками традиціоналістів. Ті, в свою чергу, висунули подібні звинувачення на адресу мутазилітів. Ті й інші звинувачували в ширку антропоморфістів. Дискусії про ширк заторкнули не лише область догматики і права. Ширк шукали в нормах поведінки, моралі. Ханбаліти, що приділяли велику увагу проблемі ширку в повсякденному житті, засуджували привітання людей вставанням, перебільшене вихваляння духовних авторитетів минулого і сьогодення, поклоніння могилам. Саме ханбалітським богословам належить розробка однієї з найстрункіших теорій про ширк, яка в новий час була прийнята ваххабітами. Згідно з нею існує п'ять видів ширку:

- Ширк аль-ілм — визнання за всіма пророками, а також «святими», провісниками, астрологами «прихованого знання»;

- Ширк ат-тасарруф — визнання за будь-ким посередницької місії, якою Мухаммед буде наділений у День воскресіння;

- Ширк аль-ібада — поклоніння комусь, або чомусь окрім Аллаха (в першу чергу могилам, камінню);

- Ширк аль-ада — віра в забобони і «погані» звичаї (віра в погані й хороші дні, носіння амулетів);

- Ширк фі-л-адаб — виголошення клятв іменем Мухаммеда, Алі та інших авторитетів мусульманської спільноти.

Особливе трактування ширк отримав в уявленнях суфіїв, які вважали ширком будь-яку перепону на шляху до «віддання себе» Аллахові.

Категорія «ширк» часто застосовується у сучасній політичній боротьбі